# Santa Ignacia
Santa Ignacia ist eine philippinische Stadtgemeinde in der Provinz Tarlac. Sie hat 47.538 Einwohner (Zensus 1. August 2015).

## Baranggays
Santa Ignacia ist politisch in 24 Baranggays unterteilt.
| - Baldios - Botbotones - Caanamongan - Cabaruan - Cabugbugan - Caduldulaoan - Calipayan - Macaguing | - Nambalan - Padapada - Pilpila - Pinpinas - Poblacion East - Poblacion West - Pugo-Cecilio - San Francisco | - San Sotero - San Vicente - Santa Ines Centro - Santa Ines East - Santa Ines West - Taguiporo - Timmaguab - Vargas |